# Retrat de Gérard de Lairesse
El Retrat de Gérard de Lairesse és una pintura a l'oli de 1665-1667 realitzat per Rembrandt. És un retrat del pintor Gérard de Lairesse que sosté un document. Pertany a la col·lecció del Museu Metropolità d'Art de Nova York.

## Descripció
Aquest retrat va entrar en la col·lecció del museu a través del llegat de Robert Lehman.

La pintura va ser documentada per Hofstede de Groot el 1914, que va escriure:
| « | "658. Gerard De Lairesse (11 de setembre de 1640 - 21 de juliol de 1711), pintor, de tres quarts de longitud; de mida natural. Assegut en una butaca, amb el cap girat cap a l'esquerra i mirant l'espectador, la seva mà esquerra descansa sobre el braç de la butaca, sostenint un paper, la seva mà dreta està submergida sota la seva jaqueta al costat del seu pit. Els seus abundants rínxols cauen en un ample i llis coll de tela blanca, que té dues borles, porta una jaqueta fosca amb una capa negra sobre seu i un gran barret de feltre d'ala ampla. La identificació suggerida per Schmidt Degener es basa en la gran similitud entre aquest retrat i el de Retrat de l'artista d'Arnold Houbraken en Groote Schouburgh. L'evidència addicional pot trobar-se en que Lairesse, -igual que s'aprecia en el model del retrat- es diu que havia estat un sifilític; cf. Houbraken, 285. signat "Rembrandt f. 1663" (o 1665, d'acord amb Degener); llenç, 44 1/2 polzades per 34 1/2 polzades esmentat per Bode, Jahrbuch der Königlichen Preußischen Kunst-Sammlungen, xxix p 181; F. Schmidt Degener, Onze Kunst, xxiii. 1913, p 117. exposat a Berlín, 1909, N º 110. Les vendes. Àmsterdam, 16 de juny de 1802, No. 144 (94 florins, Lafontaine). Londres, 13 de juny, 1807, N º 16 (25 £); Londres, prop de 1908. En possessió de Lewis i Simmons, Londres. En la col·lecció de Leopold Koppel, Berlín." | » |

Koppel encara posseïa la pintura el 1935, quan es va veure obligat a desprendre-se de tots els seus interessos a causa de la arianització de les empreses alemanyes a Berlín sota el mandat de Hitler. D'accord amb el MET, la pintura va ser consignada a M. Knoedler i Co, Nova York per Albert L. Koppel, l'1 d'octubre de 1943. Knoedler posteriorment ho va adquirir el 27 d'abril de 1945, després d'això va ser comprat per Robert Lehman.